# Richard Romanus
Richard Romanus, nom de scène de Richard Joseph Romanos, est un acteur américain né le 8 février 1943 à Barre ( Vermont) et mort le 23 décembre 2023 à Vólos. Il apparaît dans nombre de films et de séries télévisées populaires.

## Biographie
Richard Romanus naît à Barre, Vermont,de Eileen (née Maloof) et du DrRaymond Romanos, un dentiste. D'origine libanaise, Romanus a vécu à West Hartford, dans le Connecticut, et en 1964, il obtient un baccalauréat en philosophie de l'Université Xavier, avant d'étudier le théâtre avec Lee Strasberg à l’ Actors Studio de New York. Son frère cadet Robert Romanus est également acteur. Ils sont tous deux apparus dans l'épisode de MacGyver  « The Prodigal » en 1985.
Richard Romanus apparaît dans Mean Streets de Martin Scorsese et assure des voix pour les films d'animation de Ralph Bakshi Wizards et Hey Good Lookin'. Il a joué Richard La Penna, l'ex-mari de Jennifer Melfi, plus tard à nouveau mari, quatre épisodes de The Sopranos de 1999 à 2002. En 1999, il a co-écrit le film de Noël If You Believe avec sa femme Anthea Sylbert, qui a été nommé pour le Writers Guild of America TV Award for Original Long Form[réf. nécessaire].
En 2004, ils déménagent sur l'île grecque de Skiathos, où Richard se consacre à l'écriture[réf. nécessaire].
En 2011, il publie ses mémoires, Act III , et son premier roman, Chrysalis. En 2012, La Loi III est présélectionné pour l'International Rubery Book Award[réf. nécessaire].
Richard Romanus est mort à Vólos, en Grèce, le 23 décembre 2023, à l'âge de 80 ans.

### Vie privée
Le 20 mai 1967, il épouse Tina Bohlmann : ils ont un fils avant de divorcer en 1980[réf. nécessaire]. Richard Romanus se remarie le 11 août 1985 à la créatrice de costumes et productrice Anthea Sylbert, nommée aux Oscars[réf. nécessaire].

## Filmographie

### Cinéma
- 1968 : Blood Rites (en) : Don (crédité Richard Romanos)
- 1970 : Walk the Walk : un fêtard/un docteur (non-crédité)
- 1973 : Mean Streets : Michael
- 1974 : The Gravy Train (en) : Carlo
- 1975 : La Roulette Russe (en) (Russian Roulette) : Raymond Ragulia
- 1977 : Outtakes (court-métrage)
- 1980 : Canards à l'oseille (en) (Sitting Ducks) : Moose Joe Mastaki
- 1982 : Pandemonium : Jarrett
- 1983 : Strangers Kiss : Frank Silva
- 1984 : Protocol : Emir
- 1986 : La Loi de Murphy (Murphy's Law) : Franckie Vincenzo
- 1988 : Parle à mon psy, ma tête est malade (The Couch Trip) : Harvey Michaels
- 1990 : Hollywood Heartbreak : Niles Gregory
- 1990 : Final Stage : le producteur
- 1991 : L'embrouille est dans le sac (Oscar) : Vendetti
- 1991 : The Entertainers : Chick
- 1992 : To Protect and Serve : Capitaine Malouf
- 1993 : Nom de code : Nina (Point of No Return) : Fahd Bahktiar
- 1994 : Les Nouveaux Associés (Cops & Robbersons) : Fred Lutz
- 1998 : Urban Relics : Charlie Shivers
- 1999 : Carlo's Wake : Carmine D'Angelo
- 2001 : Pris au piège (Nailed) : Oncle Robert
- 2003 : La Légende de l'étalon noir : Ben Ishak

### Séries télévisées
- 1970 : Mission impossible : un garde (saison 4, épisode 18), (crédité Richard Romanos)
- 1970-1971 : La Nouvelle Équipe : Aurelio/Paco Montoya (2 épisodes), (crédité Richard Romanos)
- 1974 : Rhoda (en) : Luis ALvarez (saison 1, épisode 11)
- 1974 : Kojak : Détective Sam Calucci (saison 2, épisode 14)
- 1977 : Drôles de dames : Roy David (saison 1, épisode 14)
- 1977 : Starsky et Hutch : Sonny Watson (saison 2, épisode 20)
- 1978 : Hawaï police d'État : Johnny Noah (saison 11, épisode 5)
- 1978 : 200 dollars plus les frais : Sean Innes (saison 5, épisode 7)
- 1980 : Timide et sans complexe : Tommy Tedesco (3 épisodes)
- 1980 : Pour l'amour du risque : Marty Benton (saison 2, épisode 3)
- 1981 : L'Île fantastique : Rubert Luria (saison 5, épisode 7)
- 1981 : Foul Play : Capitaine Vito Lombardi/Capitaine Jakoby (10 épisodes)
- 1981-1982 : Strike Force (en) : Lieutenant Charlie Gunzer (20 épisodes)
- 1982 : Matt Houston : Prince Fahad Ibn Hasim (saison 1, épisode 8)
- 1983 : Le Juge et le Pilote : Frankie Kane (saison 1, épisode 7)
- 1983-1986 : L'Agence tous risques : Tommy Tedesco/Jackie Martell (2 épisodes)
- 1983-1987 : Cagney et Lacey : Détective Sal Caprio/Hassan Bin Moqtadi (2 épisodes)
- 1984 : Rick Hunter : Nathan Demarest (saison 1, épisode 9)
- 1985 : Fame : Joe Garver (saison 4, épisode 13)
- 1985 : Histoires de l'autre monde : Frank Bigalow (saison 1, épisode 21)
- 1985 : Stir Crazy (en) : Victor Anacard (saison 1, épisode 2)
- 1985 : Chasseurs d'ombres : Bailey/Eli Buck (saison 1, épisode 3)
- 1985-1986 : MacGyver : James Crowe/Joey Bennett (2 épisodes)
- 1986 : Capitaine Furillo : Capitaine Bob Ajanian (2 épisodes)
- 1989 : Jack Killian, l'homme au micro : Maurice Maxwell (saison 1, épisode 8)
- 1989 : Mission impossible, 20 ans après : Arthur Six (saison 1, épisode 13)
- 1991 : La loi est la loi : Harry Rendel (saison 5, épisode 3)
- 1992 : La Voix du silence : Donovan Black (saison 2, épisode 10)
- 1993 : Johnny Bago (en) : Vinnie (4 épisodes)
- 1994 : Chicago Hope : La Vie à tout prix : Anthony Travelli (saison 1, épisode 3)
- 1995 : Bienvenue en Alaska : Lowell Grippo (saison 6, épisode 18)
- 1995 : Charlie Grace (en) : Rudy Novak (saison 1, épisode 6)
- 1996 : Diagnostic : Meurtre : Dr Ed Quiller (saison 3, épisode 8)
- 1996 : New York Police Blues : Carmine Del Marco (saison 3, épisode 13)
- 1999-2002 : Les Soprano : Richard La Penna (3 épisodes)
- 2001 : Providence : Dr Paul Gavins (saison 3, épisode 15)

### Téléfilms
- 1970 : Fuite dans la nuit (Night Chase) : le pêcheur jaune (crédité Richard Romanos)
- 1977 : Night Terror : le Tueur
- 1979 : L'Or des Amazones (en) (Gold of the Amazon Women) : Luis Escobar
- 1984 : Il pleut des cadavres (More than Murder) : Bedrick Bordante
- 1984 : Second Sight: A Love Story (en) : Dr Ross Harkin
- 1984 : Crackups
- 1987 : Ghost of a Chance : Julio Mendez
- 1989 : Married to the Mob : Tony Russo
- 1995 : The Rockford Files: A Blessing in Disguise : Vincent Penguinetti
- 1998 : Giving Up the Ghost
- 1999 : La Mélodie de la Vie (en) (If You Believe) : Walter

### Doublage
- 1977 : Les Sorciers de la guerre (Wizards) : Weehawk
- 1981 : Métal hurlant (Heavy Metal) : Harry Canyon (segment: Harry Canyon)
- 1982 : Hey Good Lookin' : Vinnie